# Johan Ingenhuys
Johan Ingenhuys junior (Venlo, circa 1540 - Venlo, 23 oktober 1623) was een wijnkoopman en burgemeester van Venlo.
Hij wordt vanaf 1566 als wijnkoopman vermeld, was peijburgemeester (burgemeester voor financiën) in 1569, raadsverwant van 1568-1588, schepen van 1589-1623, en regerend burgemeester in 1593, 1601, 1608 en 1612.
Hij was de zoon van Johan Ingenhuys senior (Venlo 1511-1588) en Fijken Ingenraey. Zijn vader is eveneens burgemeester is geweest van Venlo. Ook zijn zoon Hubertus Ingenhuys werd burgemeester.
Hij trouwde 25 augustus 1563 met Catharina Puteanus en omstreeks 1575 met Joanna van Heythuysen.